# Łężyce (Basse-Silésie)
Pour les articles homonymes, voir Łężyce.
Łężyce est une localité polonaise de la gmina de Szczytna, située dans le powiat de Kłodzko en voïvodie de Basse-Silésie.